# Baltazar Lantarón
Baltazar Lantarón Núñez (Abancay, 6 de enero de 1963) es un educador y político peruano. Fue Gobernador Regional de Apurímac entre los años 2019-2022.

## Biografía
Realizó estudios no universitarios de Educación Primaria en el Instituto Superior Pedagógico La Salle de Abancay y universitarios en Educación Primaria en la Universidad Nacional Mayor de San Marcos. También cuenta con estudios de postgrado en Docencia en el Nivel Superior en la Universidad Nacional Mayor de San Marcos, en Tecnología Educativa en la Pontificia Universidad Católica del Perú y en la Universidad Nacional Federico Villarreal.
Laboró como subdirector en el CEBA 6043 Pedro Venturo. Fue profesor en colegios de Surco y San Martín. Fue titular de la Dirección Regional de Educación en Ica y Apurímac y director en la UGEL 02 Lima entre el 2013-2014 y UGEL 03 Lima en el 2014. Fue director técnico ejecutivo de Programa Nacional de Movilización por la Alfabetización (PRONAMA). Entre el 2010 y 2011 ocupó el cargo de director de la Escuela Profesional de Educación en la Universidad Alas Peruanas.
Fue militante de Acción Popular en el 2006. En las elecciones regionales del 2006 tentó la Presidencia Regional de Apurímac por el movimiento Todas las Sangres. En el 2016 fue candidato al congreso por Acción Popular. En las elecciones regionales de 2018 participó por Llankasun Kuska donde obtuvo en primera vuelta el 20.57% de los votos. Participó en la segunda vuelta con el candidato Michael Martínez de Movimiento Popular Kallpa, siendo electo por voto popular el 9 de diciembre de 2018.
Baltazar Lantarón Núñez juramentó como Gobernador Regional de Apurímac, el 1 de enero de 2019, la ceremonia de posesión al cargo de Gobernador Regional se realizó en el auditorio Micaela Bastidas de la sede institucional.